# Hamlet (film 1913)
Hamlet  è un film muto del 1913 diretto da Hay Plumb. La tragedia di Shakespeare ebbe come protagonista il grande attore inglese Johnston Forbes-Robertson, considerato da George Bernard Shaw il più grande Amleto che lui avesse mai visto. All'epoca del film, Forbes-Robertson aveva 60 anni.

## Produzione
Il film fu prodotto da Cecil M. Hepworth per la sua casa di produzione, la Hepworth. Venne girato nel Dorset, a Lulworth Cove, Weymouth e, per gli interni, negli studi di Walton-on-Thames, nel Surrey.

## Distribuzione
Distribuito dalla Gaumont British Distributors, il film - della durata di 64 minuti - venne presentato in prima a Londra il 22 settembre 1913.
Probabilmente, nel 1915, ne fu fatta una riedizione in una versione ridotta a tre bobine (sempre intitolata Hamlet) dalla Balboa Amusement Producing Company, film che non riporta il nome del regista ma che ha come interprete Johnston Forbes-Robertson
Il film si può vedere liberamente su YouTube.